# Malvin Whitfield
Malvin "Mal" Greston Whitfield (Bay City, 11 de outubro de 1924 — Washington, D.C., 19 de novembro de 2015) foi um atleta e campeão olímpico norte-americano.
Um veterano da II Guerra Mundial e da Guerra da Coreia servindo no exército e na Força Aérea dos Estados Unidos, "Mal" Whitfield venceu os 800 m do National Collegiate Athletic Association em 1948, quando cursava a Universidade de Ohio, e foi selecionado para representar os Estados Unidos nos Jogos Olímpicos de Londres daquele ano. Em Londres venceu os 800 m e conquistou uma segunda medalha de ouro integrando o revezamento 4x400 m com Roy Cochran, Arthur Harnden e Cliff Bourland; adicionou ainda uma medalha de bronze nos 400 m às suas conquistas olímpicas naqueles Jogos.
No ciclo olímpico seguinte, conquistou os títulos dos 800 m da Amateur Athletic Union entre 1949-1951, quebrou duas vezes o recorde mundial das 880 jardas e participou dos I Jogos Pan-americanos, realizados em Buenos Aires, Argentina, em 1951, onde conquistou três medalhas de ouro, nos 400 m, 800 m e revezamento 4x400 m. Whitfield voltou aos Jogos Olímpicos em Helsinque 1952, conquistando o bicampeonato dos 800 m e uma medalha de prata com o revezamento 4x400 metros, acumulando um total de cinco medalhas, três delas de ouro, em sua carreira em Olimpíadas.
Trabalhando posteriormente na África, como diplomata  a serviço do Departamento de Estado, ele treinou e serviu como conselheiro de jovens atletas que viriam a representar seus países nos Jogos Pan-Africanos e nos Jogos Olímpicos, sagrando-se campeões. Neste seu período africano, que durou décadas, ele viajou por 132 países de todo mundo dando palestras, orientando treinamentos de atletas iniciantes e criando clínicas esportivas; também conseguiu cerca de 5000 bolsas de estudo para jovens africanos nas escolas e universidades norte-americanas.
Quando retirou-se do serviço ativo em 1989, aos 65 anos, foi recebido no Salão Oval da Casa Branca pelo presidente George H.W. Bush, onde teve seu trabalho reconhecido em prol dos Estados Unidos e do mundo. Dele disse o antecessor de Bush, Ronald Reagan: "Seja voando em missões de combate sobre a Coreia, ganhando medalhas de ouro atrás de medalhas de ouro nos Jogos Olímpicos ou servindo como Embaixador da Boa Vontade entre os jovens da África, você sempre deu o seu melhor. Este país tem orgulho de você e é agradecido a você." Em 1996, na comemoração dos 100 anos dos Jogos Olímpicos e ano dos Jogos de Atlanta, a Xerox, o Comitê Olímpico dos Estados Unidos e o jornal USA Today fizeram uma grande pesquisa para eleger os "100 Maiores Atletas Olímpicos Americanos Vivos" e Whitfield foi incluído neste seleto grupo.
Foi pai da âncora da CNN Fredricka Whitfield e do saltador em altura Ed Wright.